# Bošilec
Bošilec (en allemand : Boschiletz) est une commune du district de České Budějovice, dans la région de Bohême-du-Sud, en République tchèque. Sa population s'élevait à 208 habitants en 2023.

## Géographie
Bošilec se trouve à 23 km au nord-est de České Budějovice et à 105 km au sud-sud-est de Prague.
La commune est limitée par Sviny et Veselí nad Lužnicí au nord, par Ponědrážka à l'est, par Dynín au sud et par Dolní Bukovsko à l'ouest.

## Histoire
La première mention écrite du village date de 1318.

## Galerie

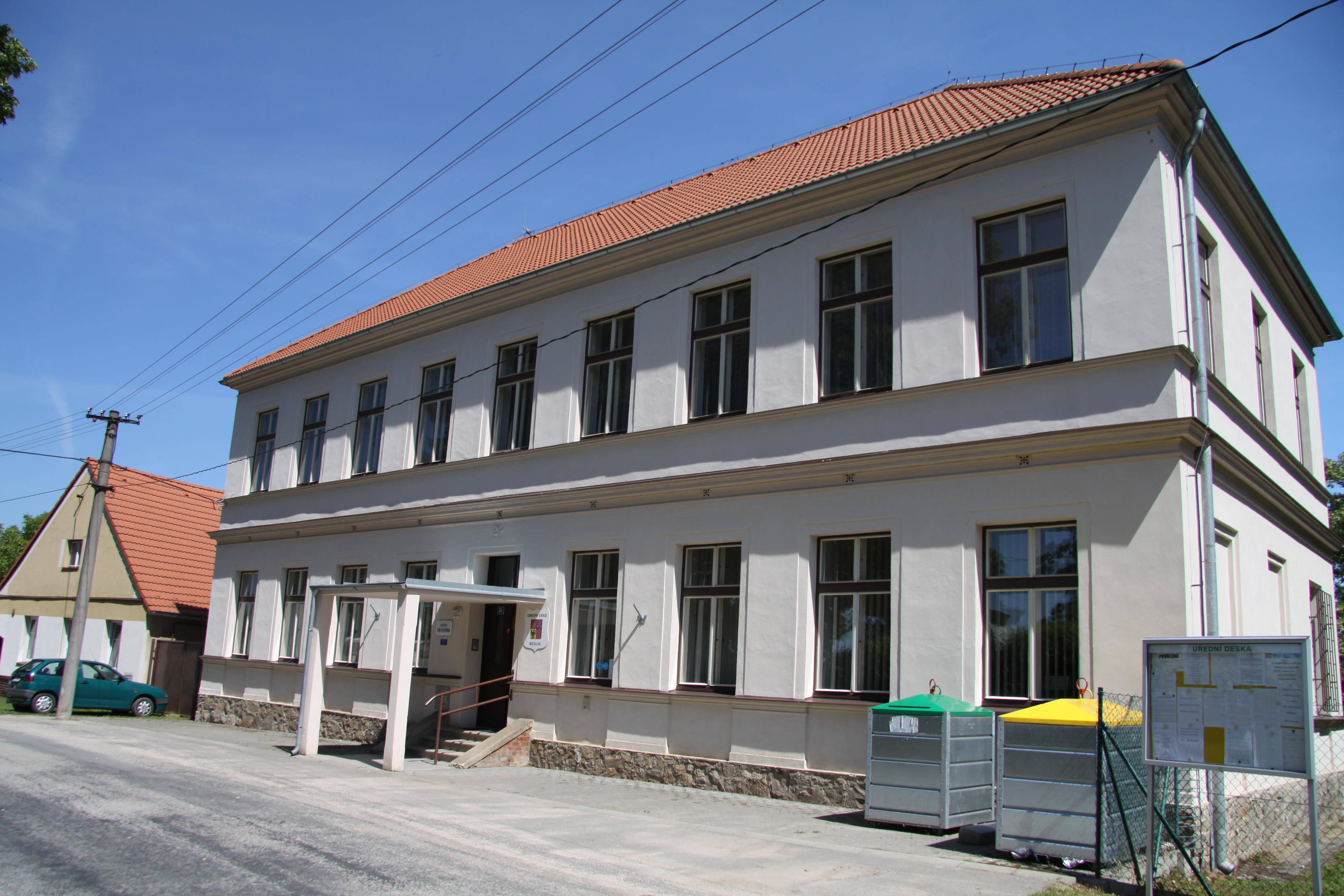
La mairie en 2011.
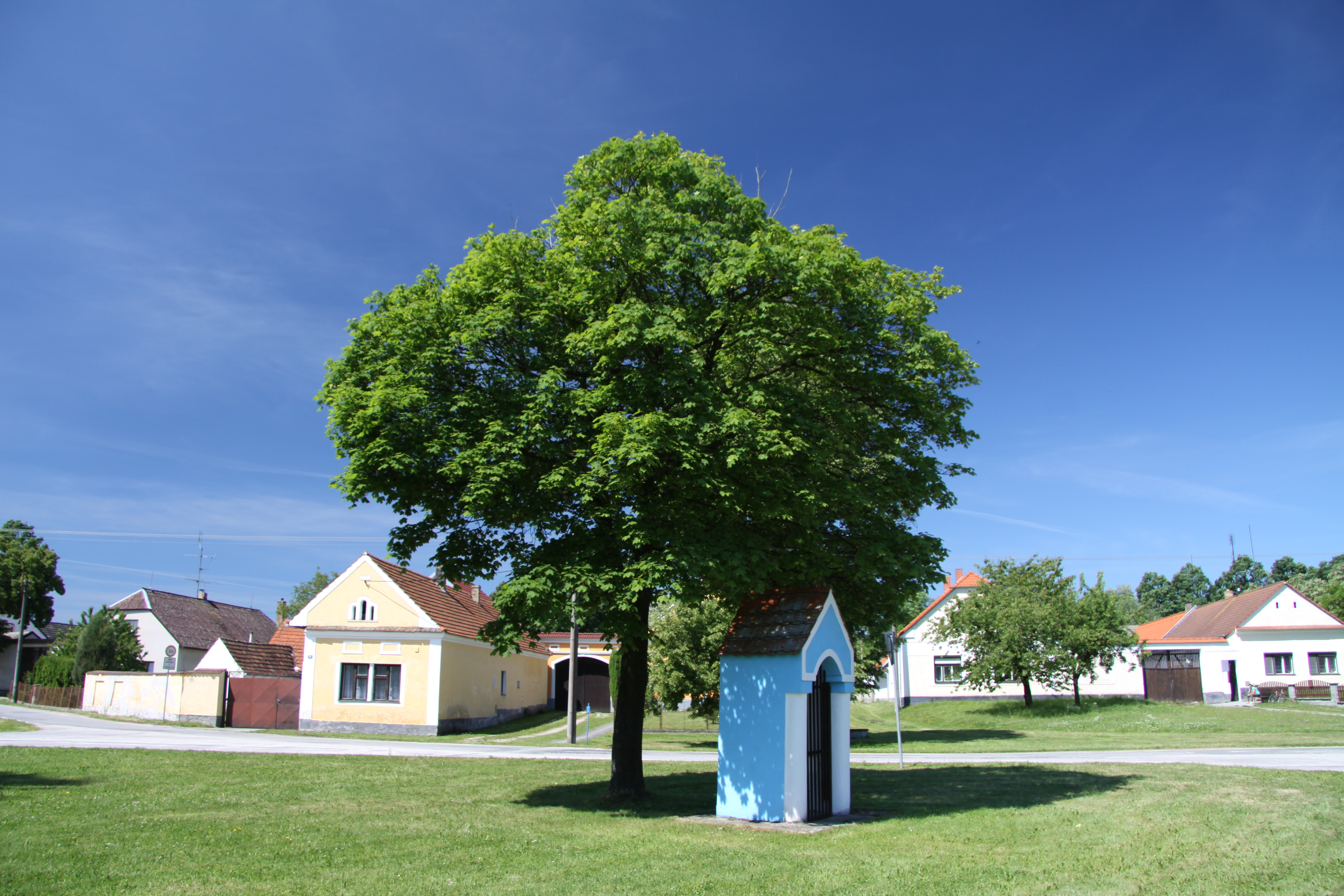
Chapelle à Bosilec.

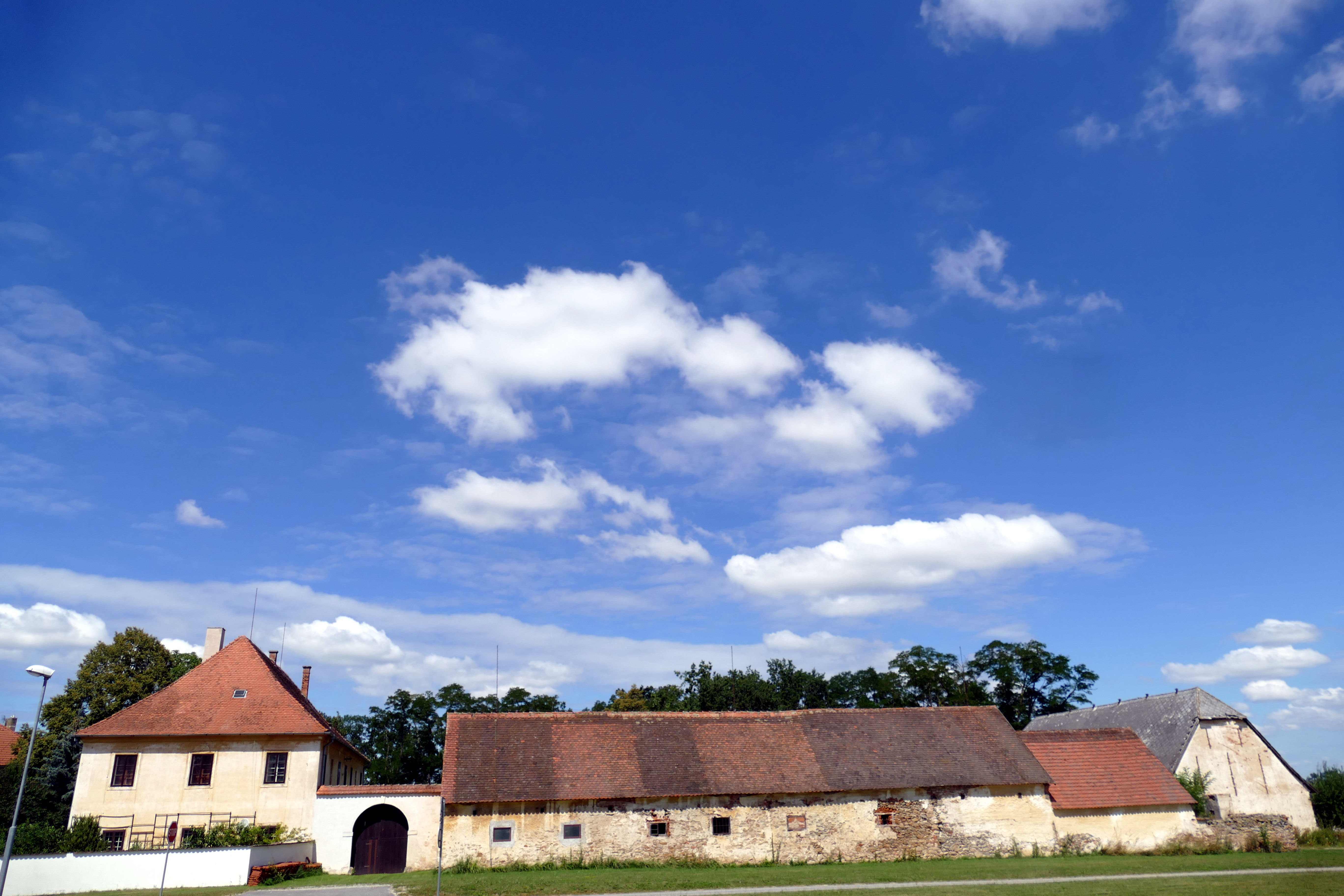
Maison rurale.
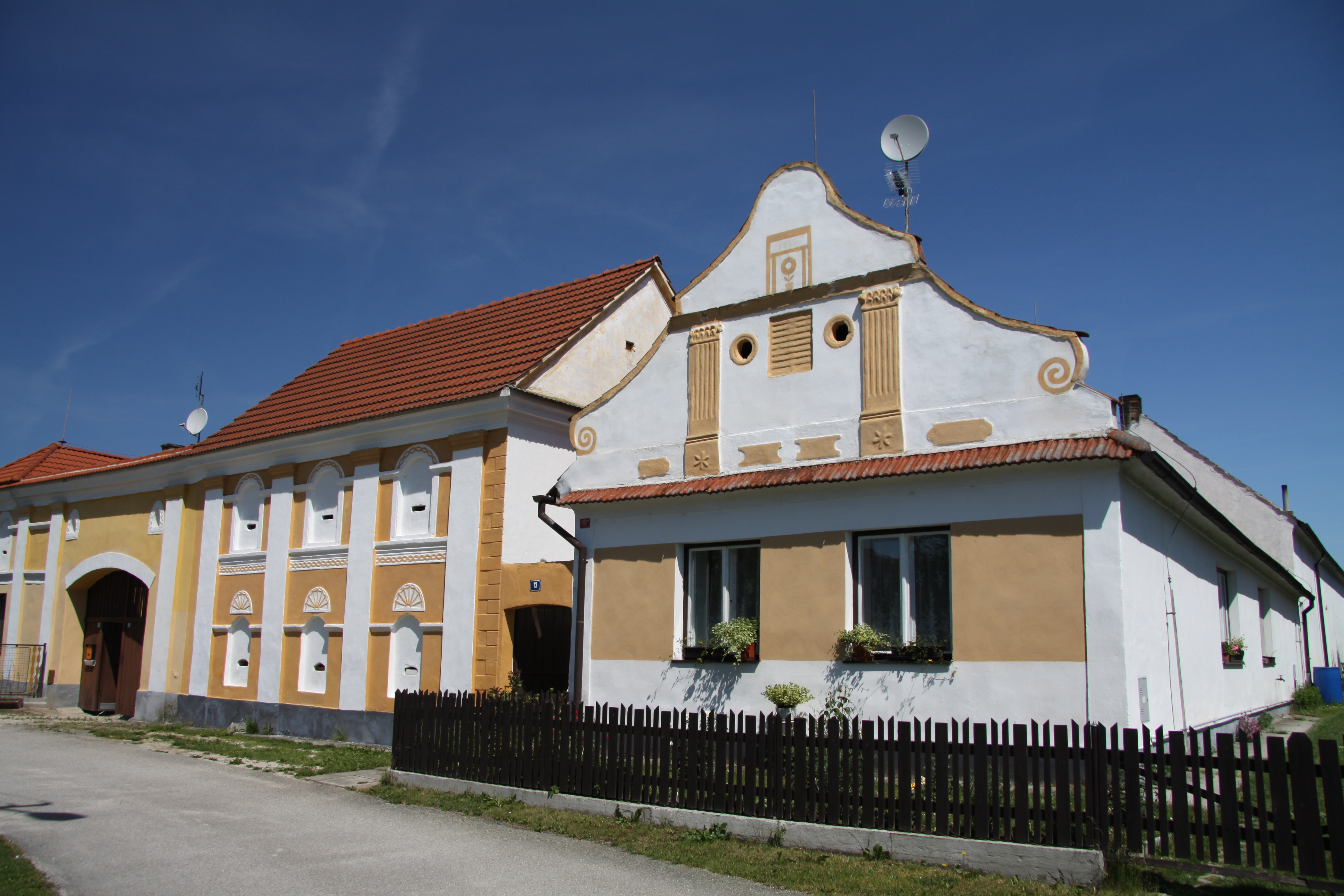
Maisons du village.

## Transports
Par la route, Bošilec se trouve à 18 km de Soběslav, à 28 km de České Budějovice et à 128 km de Prague.